# Solieria modesta
Solieria modesta är en tvåvingeart som beskrevs av Jean-Baptiste Robineau-Desvoidy 1849. Solieria modesta ingår i släktet Solieria och familjen parasitflugor.
Artens utbredningsområde är Frankrike. Inga underarter finns listade i Catalogue of Life.